# Oktogon (metropolitana di Budapest)
Oktogon è una stazione della linea M1 della metropolitana di Budapest.
È stata inaugurata nel 1896, così come gran parte delle stazioni servite dalla linea M1. Durante l'epoca comunista, sia la stazione che la piazza erano denominate "November hetedike tér", ovvero "piazza 7 novembre".
La stazione, situata ad una profondità di circa tre metri sotto il livello del suolo, prende nome dall'omonima piazza a forma ottagonale situata in superficie nel punto in cui si incrociano le importanti strade Andrássy út e Nagykörút. Sul percorso della rete metroviaria locale, Oktogon si trova tra le fermate Opera e Vörösmarty utca. I suoi interni si presentano con il classico stile di gran parte delle fermate poste sulla linea M1.
Oktogon è convenzionalmente il punto focale da cui vengono misurate le distanze da Budapest a tutte le altre località ungheresi.

## Interscambi
Nelle vicinanze della stazione effettuano fermata alcune linee di superficie, tranviarie e automobilistiche.
- Fermata tram
- Fermata autobus

## Galleria d'immagini

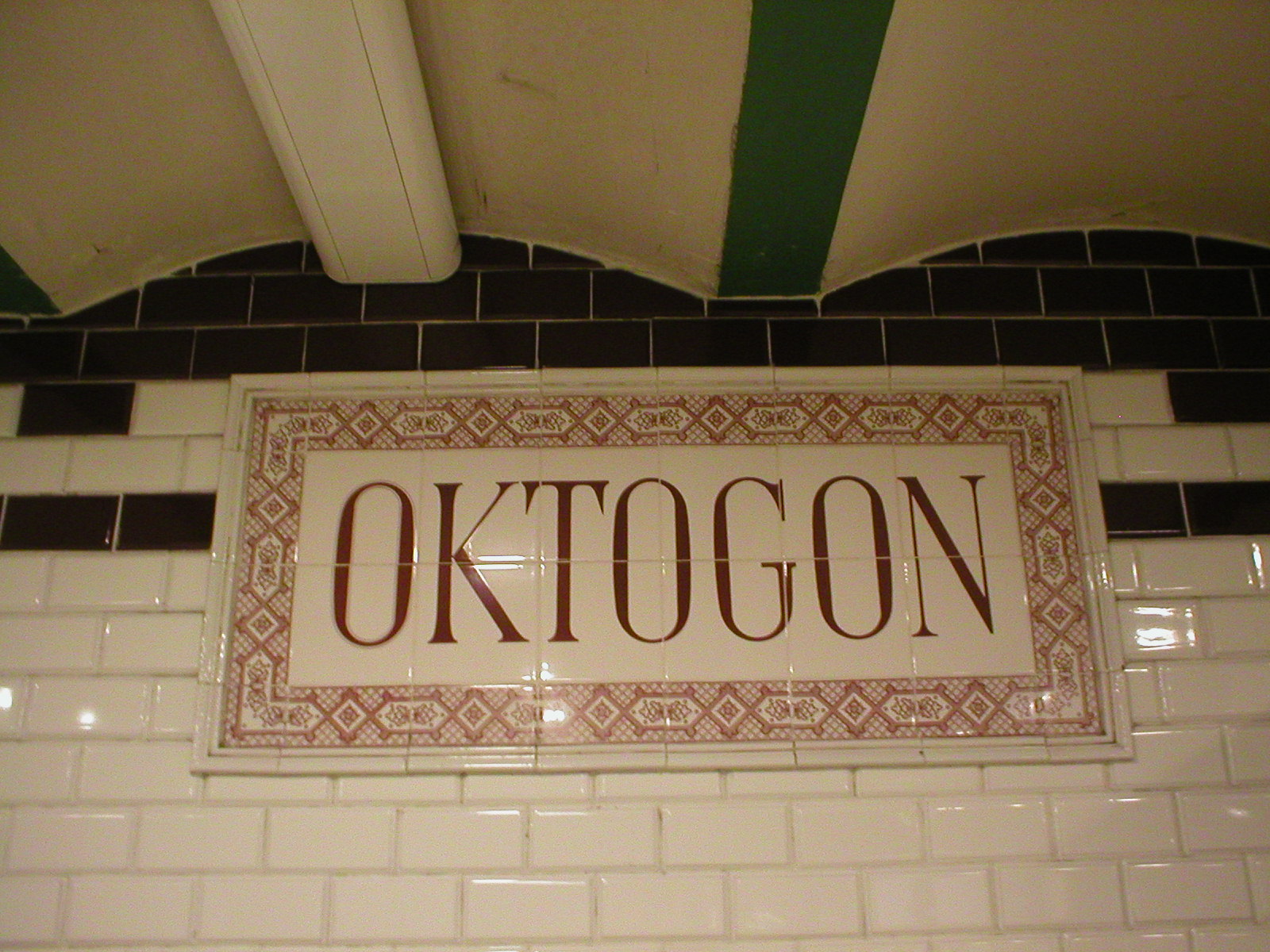
Indicazione su piastrelle
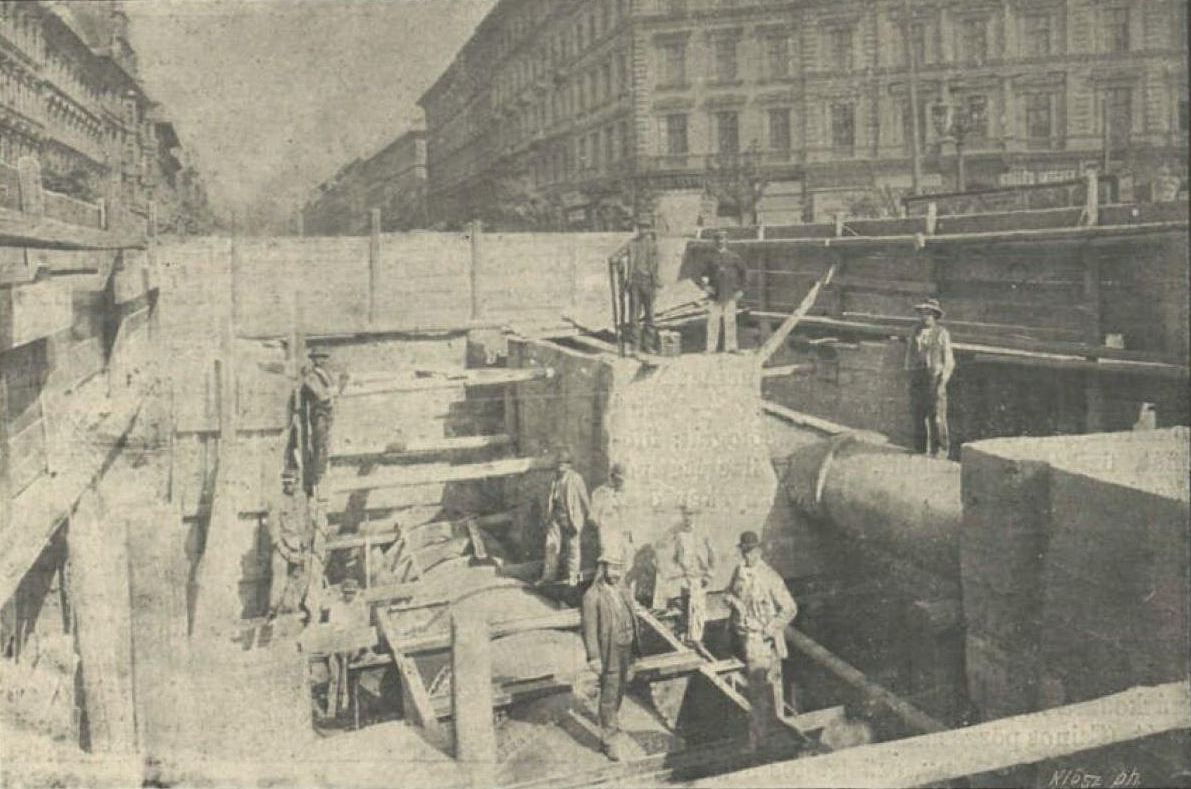
Costruzione della metropolitana del millennio nella stazione di Oktogon (1896)